# Tavares (Florida)
Tavares és una població dels Estats Units, seu del comtat de Lake, a l'estat de Florida. Segons el cens del 2000 tenia 9.700 habitants.

## Demografia
Segons el cens del 2000, Tavares tenia 9.700 habitants, 4.471 habitatges, i 2.821 famílies. La densitat de població era de 528,2 habitants/km².
Dels 4.471 habitatges en un 16,1% hi vivien nens de menys de 18 anys, en un 51,8% hi vivien parelles casades, en un 9,3% dones solteres, i en un 36,9% no eren unitats familiars. En el 33% dels habitatges hi vivien persones soles el 21,2% de les quals corresponia a persones de 65 anys o més que vivien soles. El nombre mitjà de persones vivint en cada habitatge era de 2,01 i el nombre mitjà de persones que vivien en cada família era de 2,48.
Per edats la població es repartia de la següent manera: un 14,1% tenia menys de 18 anys, un 5,8% entre 18 i 24, un 19,8% entre 25 i 44, un 22,2% de 45 a 60 i un 38% 65 anys o més.
L'edat mediana era de 56 anys. Per cada 100 dones de 18 o més anys hi havia 90,9 homes.
La renda mediana per habitatge era de 31.337 $ i la renda mediana per família de 36.243 $. Els homes tenien una renda mediana de 28.911 $ mentre que les dones 20.271 $. La renda per capita de la població era de 19.942 $. Entorn del 6,6% de les famílies i el 10,3% de la població estaven per davall del llindar de pobresa.

## Poblacions més properes
El següent diagrama mostra les poblacions més properes.